# Liga Śródziemnomorska
Liga Śródziemnomorska (kat. Lliga Mediterrània, hiszp. Liga Mediterránea lub La Liga del Mediterráneo) była ligą piłki nożnej rozgrywaną w republikańskim obszarze Hiszpanii podczas hiszpańskiej wojny domowej. Ligę, rozgrywającą na początku 1937 roku, wygrała FC Barcelona. Kluby z ligi rywalizowały również w rozgrywkach pucharowych, Copa de la España Libre.  W 1938 r. Obszar republikański był podzielony, a drugi sezon ligi śródziemnomorskiej okazał się niemożliwy do zorganizowania. Jednak została również zorganizowana alternatywna Lliga Catalana, również wygrana przez FC Barcelona.

## Regionalne Ligi
Hiszpańska wojna domowa, która rozpoczęła się w lipcu 1936 r., podzieliła Hiszpanię. Kilka klubów La Liga, w tym Sevilla FC, Real Betis, Real Sociedad, Athletic Bilbao, Celta de Vigo i Deportivo de La Coruña znalazło się w obszarach kontrolowanych przez Franco
Republikanie kontrolowali trzy duże miasta – Madryt, Barcelonę i Walencję – oraz wiele okolicznych wsi. Kontrolowali także większość wybrzeża Levante. W wyniku tego Primera División została zawieszona. Jednak pod koniec 1936 r. Niektóre ligi regionalne nadal były organizowane na obszarach republikańskich. Campeonato Levante reprezentowało zespoły z Walencji i Murcji. W drużynach uczestniczących znalazły się Valencia CF, Levante FC, Gimnàstico FC, Hércules CF, Murcia FC i FC Cartagena. Valencia CF została mistrzem z 13 punktami.
Mistrzostwa Katalonii były również przedmiotem sporów pomiędzy CE Espanyol, FC Barcelona, Girona FC, Granollers SC, CE Sabadell FC i CF Badalona. Zarówno Madryt CF, jak i Athletic Madryt zgłosiły się do Mistrzostw Katalonii, ale ich wniosek został odrzucony przez FC Barcelona. CE Espanyol został mistrzem z 14 punktami.

## Liga Śródziemnomorska
Republikańskie władze cywilne zorganizowały także Ligę Śródziemnomorską jako alternatywę dla La Liga. Miało to obejmować wszystkie dwanaście drużyn z Campeonato Levante i Campionat de Catalunya. Jednak Hércules CF, Murcia FC i FC Cartagena musiały się wycofać, ponieważ ich miasta były bombardowane. Aby wyrównać równowagę pomiędzy drużynami z Katalonii i Levante, CE Sabadell FC i FC Badalona również zostały wycofane, a Atlético Castellón zostało zaproszone do wzięcia udziału jako czwarty klub Levante.
Pomimo faktu, że Madryt znajduje się w Republice, ani  Madryt CF, ani Athletic Madrid nie weszły do Ligi Śródziemnomorskiej. Przyczyny tego są dyskusyjne. Ich nieuczestniczenie było obwiniane zarówno przez wewnętrzne podziały w szeregach republikańskich, jak i fakt, że Madryt pozostał bliżej linii frontu niż Barcelona czy Walencja. Liga została zakwestionowana między styczniem a majem 1937 r. Po 14 meczach FC Barcelona, z zespołem trenowanym przez Patricka O'Connell, a później Domènec Balmanya i Josep Escolà, pojawili się jako mistrzowie. CE Espanyol ukończył jako zdobywca drugiego miejsca, a Girona FC, prowadzona przez Francisco Bru, zajęła trzecie miejsce. Valencia CF, w której występował Simón Lecue z Madrytu CF jako gość w ostatnich dwóch meczach, zajęła czwarte miejsce, a Levante FC zajął piąte miejsce.
28 września 2007 r. FC Barcelona zwróciła się do RFEF o uznanie Ligi Śródziemnomorskiej za mistrzostwo Hiszpanii. Ta akcja została podjęta po tym, jak Kongres Hiszpański zaproponował RFEF, aby uznał wygraną Levante FC Copa de la España Libre jako ekwiwalent trofeum Puchar Króla. Niemniej jednak organ zarządzający hiszpańskim futbolem nie podjął jeszcze ostatecznej decyzji.

### Tabela końcowa
| Drużyny            | Mecze | Zwycięstwo | Remis | Porażka | Gole Strzelone | Gole Stracone | Pkt |
| ------------------ | ----- | ---------- | ----- | ------- | -------------- | ------------- | --- |
| FC Barcelona       | 14    | 7          | 6     | 1       | 27             | 15            | 20  |
| CE Espanyol        | 14    | 8          | 3     | 3       | 30             | 20            | 19  |
| Girona FC          | 14    | 6          | 5     | 3       | 27             | 18            | 17  |
| Valencia CF        | 14    | 7          | 3     | 4       | 32             | 23            | 17  |
| Levante FC         | 14    | 5          | 6     | 3       | 30             | 18            | 16  |
| Gimnàstico FC      | 14    | 3          | 4     | 7       | 18             | 31            | 10  |
| Granollers SC      | 14    | 2          | 4     | 8       | 17             | 36            | 8   |
| Atlético Castellón | 14    | 0          | 5     | 9       | 7              | 27            | 5   |